# Jean-Simon Lévêque de Pouilly
Pour les autres membres de la famille, voir Levesque de Pouilly.
Jean-Simon Lévêque de Pouilly (né à Reims 8 avril 1734 - 24 mars 1820), est un magistrat français.

## Biographie
Fils de Jean-Louis Levesque de Pouilly, il est élu membre libre de l'Académie des inscriptions et belles-lettres en 1768. Il fut lieutenant des habitants de Reims 1782 à 1785.
Il est le père de Pierre Lévesque de Pouilly.

## Publications
Vie de Michel de L’Hôpital, Chancelier de France publié en 1764 à Londres, chez David Wilson (à Paris, chez Debure). 
Éloge de M. Rogier de Monclin, premier président du présidial de Reims, Par Lévêque de Pouilly. [22 avril 1765.] 

## Sources
- François Xavier de Feller, Biographie universelle, 1839.
- La Vie rémoise
- Notices d'autorité :   - VIAF
  - ISNI
  - BnF (données)
  - IdRef
  - LCCN
  - GND
  - Espagne
  - Pays-Bas
  - Vatican
  - Grèce
  - WorldCat
- Ressource relative à la recherche :   - La France savante